# KF Fushë Kosova
KF Fushë Kosova (alb. Klubi Futbollistik Fushë Kosova, serb. cyr. Фудбалски клуб Косово Поље) – kosowski klub piłkarski, mający siedzibę w mieście Kosowe Pole, w środku kraju.

## Historia
Chronologia nazw:
- 1972: KF Fushë Kosova

Klub piłkarski KF Fushë Kosova został założony miejscowości Kosowe Pole w roku 1972. Zespół występował w niższych ligach mistrzostw Jugosławii. W 1990 po utworzeniu Pierwszej Ligi Kosowa zdobył pierwsze mistrzostwo kraju. Potem występował w drugiej lidze. W 2003 spadł do trzeciej ligi. W sezonie 2005/06 zajął pierwsze miejsce w grupie A drugiej ligi (III poziom) i wrócił do pierwszej ligi (pierwsza liga została przekształcona w międzyczasie na Superligę). W sezonie 2006/07 zespół zajął trzecie miejsce w pierwszej lidze i awansował do Superligi. Jednak nie utrzymał się w niej i spadł z powrotem do pierwszej ligi. W 2010 spadł do drugiej ligi, ale po roku wrócił do pierwszej. W sezonie 2012/13 był drugim w lidze i otrzymał znów promocje do Superligi. Jednak, jak i poprzednio, nie utrzymał się w niej i spadł do pierwszej ligi.

## Sukcesy

### Trofea międzynarodowe
Nie uczestniczył w rozgrywkach europejskich (stan na 31-05-2016).

### Trofea krajowe
| \| \| Zdobyte trofea w rozgrywkach Kosowa (stan na: 31-05-2016) \| |                                                           |      |          |
| Rozgrywki                                                          | Osiągnięcie                                               | Razy | Sezon(y) |
| Mistrzostwo                                                        | I miejsce                                                 | 1    | 1990/91  |
| Mistrzostwo                                                        | II miejsce                                                | 0    |          |
| Mistrzostwo                                                        | III miejsce                                               | 0    |          |
| Puchar                                                             | zdobywca                                                  | 0    |          |
| Puchar                                                             | finalista                                                 | 0    |          |
| Puchar                                                             | ćwierćfinał                                               | 1    | 2008/09  |
| II liga                                                            | I miejsce                                                 | 0    |          |
| II liga                                                            | II miejsce                                                | 1    | 2012/13  |
| II liga                                                            | III miejsce                                               | 1    | 2006/07  |
| Kosowo                                                             | Zdobyte trofea w rozgrywkach Kosowa (stan na: 31-05-2016) |      |          |

## Stadion
Klub rozgrywa swoje mecze domowe na Stadionie Miejskim w Kosowym Polu, który może pomieścić 3000 widzów.